# Documentación
En sentido restringido, la documentación o documentología, es una disciplina que trata sobre procesamiento de información y que proporciona un compendio de datos con un fin determinado, de ámbito multidisciplinar o interdisciplinar.
Según la autora Fuentes y Pujol, la documentación es una ciencia auxiliar e instrumental. Una de las finalidades primordiales de la documentación es informar,
en sentido general, si el contexto no perturba la intención del emisor, es decir, si no se distorsiona el mensaje del interlocutor para que no se dé ambigüedad semántica.

## Documentación informativa
La documentación en los centros de prensa se basa en los siguientes aspectos:
- Conceptualización: "El modo informativo que tiene por objeto la valoración, selección, clasificación y archivo para su posterior uso de textos y referencias sobre ideas, hechos, juicios y opiniones, con el fin de elaborar la información periodística y/o difundir información documental de base periodística". [3]
- Naturaleza: Textos y referencias escritos sobre cualquier soporte o formato, incluyendo imágenes fijas, gráficos y documentos sonoros o audovisuales.
- Finalidad:

1. Verificación: Comprobación de datos y aporte de información acerca de los temas sobre los que se va a trabajar.
2. Contextualización: Permite explicar las causas y consecuencias de los acontecimientos y establecer relaciones espacio-temporales para describir los acontecimientos y ofrecer una interpretación fehaciente de ellos.
3. Apoyo visual de la información: Proporcionando el material icónico y visual necesario para editar las piezas informativos.
4. Soporte de la línea editorial del medio o de los artículos de opinión.
5. Investigación: Preparar material para redactar trabajos de investigación sobre personajes, acontecimientos, temas, situaciones.

## Documentación en la biblioteconomía
La documentación como parte de la biblioteconomía se elabora de distintas formas dependiendo del texto y del medio. En una obra científica, es la bibliografía de un informe final, tanto la que ha sido utilizada como la sugerida de ampliación. En cinematografía, es la recopilación de fuentes escritas o audiovisuales para una película.
En la obra científica o de no ficción, formará parte de los créditos de la calidad del trabajo o bibliografía utilizada, y es parte del trabajo desarrollado, donde deberán figurar listas de fuentes. Otras  técnicas de documentación son los glosarios, los índices temáticos y de autores citados, las tablas auxiliares, entre otros.
Como funciones de un bibliotecario-documentalista profesional, como autor o como colaborador, el especialista en documentación conoce todas las variantes descritas y utiliza programas de cómputo específicamente desarrollados por programadores y que él mismo puede adaptar a cada tarea. Por ejemplo, se puede construir de forma instantánea un índice de materias por el método de palabras utilizadas y sus frecuencias, hacer un análisis de contenido, construir algún tipo de indicador de medida de la información, investigar sobre algoritmos de búsqueda o sobre motores de búsqueda en el ámbito de la informática.
El modelo de un sistema de información será como un modelo sistémico aplicado a un sistema complejo. Incluirá la captación de fuentes y su adecuación al problema a documentar; esta será la  tarea primordial. El propósito es hacer máxima la cantidad de información captada y mínima la básica utilizable.

## La documentación en España
La investigación en este campo {B y C} en España ha experimentado en la última década cambios importantes, debido especialmente a la ampliación del número de investigadores como consecuencia de la aparición de los centros universitarios de ByD.
Frente a la procedencia mayoritaria del mundo profesional (con la excepción de los investigadores del CSIC), en la década de los setenta y principios de los ochenta, los autores empiezan a proceder más del mundo universitario desde mediados de los ochenta (Jiménez-Contreras, 1997; Álvarez-Ossorio, 1998). Este cambio trajo consigo otros que afectaron a los temas y las metodologías de investigación. Los primeros se diversificaron y las últimas pasaron de ser básicamente descriptivas o históricas a ser en ocasiones empíricas e incluso esporádicamente experimentales sin abandonar las anteriores tendencias.
En resumen, se produjo desde mediados de los ochenta un progresivo aumento de la investigación en ByD a expensas básicamente de la universidad, que introdujo a la vez algunos nuevos hábitos, lo que ocasionó así mismo una diversificación temática y metodológica que puede apreciarse en las publicaciones de la especialidad (Moya, 1998).